# Oceania (canción)
«Oceania» es el primer sencillo del álbum Medúlla, de la cantante Björk compuesto por ella misma y Sjón.

## Acerca de la canción
Producida por Björk y Mark Bell. Esta canción fue interpretada por la artista en la apertura de los Juegos Olímpicos de Atenas 2004. Fue aclamada por la crítica siendo declarada como una de las mejores canciones del álbum y de la carrera de Björk.

## Videoclip
El videoclip fue dirigido por LynnFox quien ya colaboró para ella en algunos tours visuales. En él aparece Björk con joyas incrustadas en su cara en las más profundas oscuridades bajo el agua con una colorida puesta de sol y criaturas florales fluyendo a su lado.

## Lista de canciones
1. "Oceania"
2. "Oceania" (Remix featuring Kelis)